# Ректангулус

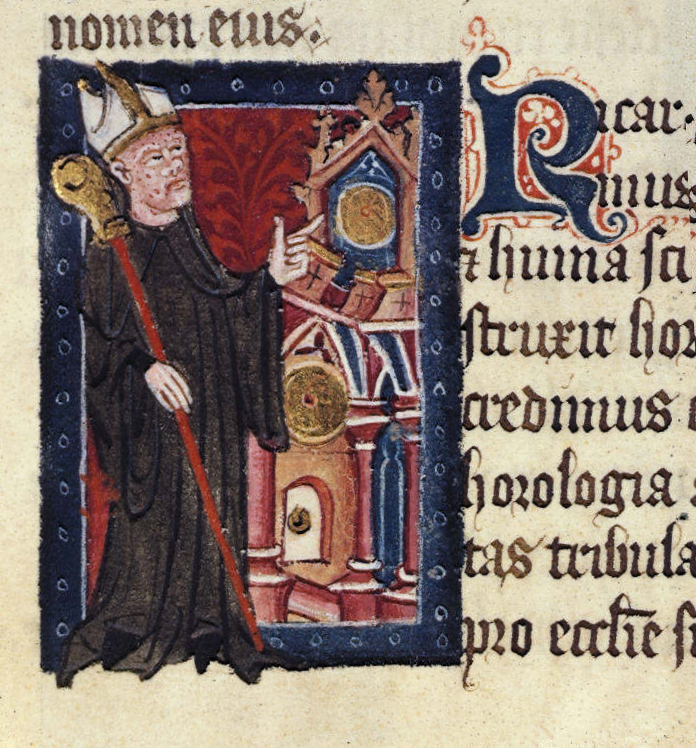
Ричард Уоллингфордский, создатель ректангулуса

Ректангулус (англ. Rectangulus) — астрономический прибор, изобретённый Ричардом Уоллингфордским в 1326 году. Ричард был недоволен ограничениями астролябий и поэтому создал ректангулус. Прибор был изобретён, как инструмент для сферической тригонометрии и для измерения углов между планетами. Чтобы отпраздновать 600-летия прибора в 1926 году была создана его точная копия, которая сейчас находится в Музее Истории Науки в городе Оксфорд (Великобритания).